# María Pérez Balteira

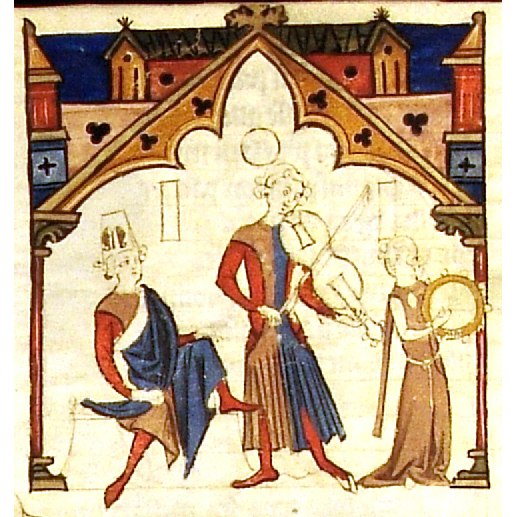
Dziewczyna na dworze z tamburynem, miniatura z Cancionero de Ajuda

María Pérez Balteira, María Pérez, La Balteira – hiszpańska kompozytorka i śpiewaczka (trobairitz), soldadeira.

## Życiorys
Była aktywna twórczo w XIII wieku. Przebywała na dworze Ferdynanda III Świętego i jego syna Alfonsa X Mądrego, występowała jako soldadeira. Możliwe, że pod koniec życia wiodła życie kurtyzany. Opowiada o niej 15 wierszy napisanych przez jedenastu trubadurów.

## Twórczość
Pisała religijne cantus planus, które grywano na europejskich dworach.